# Pencombe with Grendon Warren
Pencombe with Grendon Warren est une paroisse civile du Herefordshire, en Angleterre.